# Little Falls (New York)
Little Falls je grad u američkoj saveznoj državi New York. Prema popisu stanovništva iz 2010. u njemu je živjelo 4.946 stanovnika.